# Henry Maitland Wilson
Feltmarskal Henry Maitland Wilson, 1. Baron Wilson, GCB, GBE, DSO (født 5. september 1881, død 31. december 1964), også kendt som "Jumbo" Wilson, deltog i Boerkrigen og 1. Verdenskrig og blev en højtstående britisk general i Mellemøsten og Middelhavet under 2. Verdenskrig. Han blev beskrevet som "Fornuftig men ikke spektakulær" og havde Winston Churchills fortrolighed.

## Tidlige liv og militærkarriere
Wilson var ældste søn af Suffolk godsejeren Kaptajn Arthur Maitland Wilson og Harriet Kingscote, en efterkommer efter 1. jarl af Howe. Han fik sin uddannelse på Eton og efter at have gået på Sandhurst blev han udnævnt til sekondløjtnant i Riffel Brigaden i marts 1900, og gjorde tjeneste i Sydafrika under Boerkrigen. Han blev tildelt Queen's og King's South Africa Medal hver med to spænder.
Efter at være blevet forfremmet til kaptajn i 1908 gjorde han tjeneste i Irland og i 1911 blev han adjudant for Oxford OTC. Han blev sendt til Frankrig i 1914 som brigademajor i 16. britiske division. Fra 1915 førte hans evner som stabsofficer til at han blev flyttet fra regimentstjeneste og først blev GSO 2 for den 41. division i slaget ved Somme og for 19. korps i Tredje slag ved Ypres. I oktober 1917 blev han udnævnt til GSO 1 i den newzealandske division. For han indsats i krigen blev han tildelt DSO i 1917 og blev tre gange nævnt i depecher.
Efter at være blevet håndplukket til det første stabskursus efter krigen på Camberley og en tur på Sandhurst, vendte han tilbage til sit gamle regiment. Han tilbragte tre år som "chief umpire" for 2. division under general Philip Chetwode hvilket kraftigt fremskyndede hans professionelle udvikling. Efterfølgende overtog han kommandoen over sit regiments første bataljon og tilbragte tre år ved Nordvestgrænsen i Britisk Indien. Her brugte han tid på at besøge stammefolkene og på at dyrke sport.
Han kom i 1930'erne tilbage for at være instruktør på Camberley, og havde perioder, hvor han var på halv betaling. Var var involveret i udviklingen af motoriseret infanteri som samarbejder med pansrede styrker, hvilket førte til udviklingen af de motoriserede bataljoner.

## 2. Verdenskrig

### Ægypten (1939 – 1941)
I juni 1939 blev Wilson udpeget til chef for de britiske styrker i Ægypten, og han var også ansvar for at give militær rådgivning til en lang række lande fra Abessinien til den Persiske havbugt. Han opslog hovedkvarter i Kairo og gennemførte vellykkede forhandlinger med den ægyptiske regering i dens sommerkvarter i Alexandria. Traktaten fra 1936 fastlagde, at den ægyptiske hær skulle kæmpe under britisk kommando i tilfælde af krig og forstærke den begrænsede styrke, der var til hans rådighed – en pansret division under etablering (det blev senere til 7. pansrede division) og 8 bataljoner infanteri. Han koncentrerede sine styrker ved Mersa Matruh ca. 150 km fra grænsen til Libyen.
I begyndelsen af august blev Archiball Wavell udpeget til øverstkommanderende i Mellemøsten, og han sendte forstærkninger, som Wilsom havde rekvireret. I begyndelsen drejede det sig om 4. indiske infanteridivision og dele af 6. australske division og i takt med at opmarchen ved Mersa Matruh fortsatte, blev også Richard O'Connor og hans stab i ved 7. infanteridivision i Palæstina flyttet til Ægypten for at forstærke Wilsons kommandostruktur der. O'Connors hovedkvarter, som i starten fik betegnelsen 6. infanteri division, blev aktiveret i november og fik ansvar for tropperne ved Mersa Matruh. Det blev omdøbt til Western Desert Force i juni 1940.
Da krigen brød ud erklærede både Ægypten og Italien sig uventet som ikke-krigsførende. Med kraftig propaganda i radioen i vinteren 1939 forsøgte tyskerne at vende ægypterne mod briterne. Wilson var ansvarlig for at sikre fortsat samarbejde fra de ægyptiske ledere til sin defensive opmarch og han koncentrerede sig om at bygge vej og forsyne sine fremskudte stillinger.
Den 10. juni 1940 erklærede den italienske diktator Benito Mussolini krig. Wilsons styrker invaderede straks Libyen; men deres fremrykning stoppede, da Frankrig den 17. juni bad om en våbenstilstand og italienerne kunne flytte deres styrker fra den tunesiske grænse i vest og forstærke de fire divisioner, som havde stået overfor Wilson i øst. De italienske styrker invaderede Ægypten i september 1940, og rykkede ca. 100 km frem og besatte Sidi Barrani. Wilson stod overfor en langt større styrke. Han havde 31.000 tropper mod italienernes 80.000, 120 kampvogne mod 275 og 120 kanoner mod 250. Han var klar over at situationen var af en karakter, hvor løsningen ikke findes i lærebøgerne. Som andre hærchefer i 1940'erne var han blevet skolet i den strategi, som Robert E. Lee og Stonewall Jackson havde benyttet i Virginia under den amerikanske borgerkrig, og
i dyb hemmelighed planlagde han at afbryde den overlegne styrkes fremrykning ved at angribe dens lange forsyningslinjer på de rette steder. Efter et møde med Sir Eden og Wavell i oktober og efter at have afvist Wavells forslag om et knibtangsangreb indledte Wilson Operation Compass den 7. december 1940. Strategien var yderst succesfuld, og de italienske styrker blev hurtigt delt midt over.
Wilson førte kontrol over de første trin i felttoget, hvor den britiske hær fik sine første sejre på slagmarken i krigen og rykkede frem til grænsen til Libyen. Wilson kunne indsætte det særdeles mobile motoriserede infanteri i sammenhæng med panserstyrker, som han havde været med til at udvikle i 1930'erne. Denne første succes på landjorden blev udnyttet af Winston Churchill til at afstive moralen på hjemmefronten, og Wilson fik tildelt et KCB ridderkors.
Efter erobringen af Tobruk blev Wilson kaldt tilbage til Kairo, hvor han blev tilbudt og modtog posten som militærguvernør over Cyrenaica. Den 22. februar 1941 nogle få dage efter at han havde overtaget posten, mødtes han med Wavell, Eden og Dill som var på udkig efter en overordnet chef til at lede forstærkningerne til Grækenland.
Da Operation Compass fortsatte med succes i 1941 og resulterede i et fuldstændigt nederlag for den italienske hær i Nordafrika, opnåede Wilson, som allerede var højt anset af Anthony Eden, der havde været hans regimentskollega under 1. Verdenskrig og nu var blevet krigsminister, også Winston Churchills tillid. I en radiotale sagde Churchill: "General Wilson, som leder Nilhæren, havde ry for at være en af de dygtigste taktikere, og få vil i dag hævde andet."

### Grækenland (april 1941)
Wilson blev udpeget til at lede Commonwealth ekspeditionsstyrken, der bestod af to infanteridivisioner og en pansret brigade, som blev sendt til Grækenland for at bistå grækerne i den Græsk-italienske krig og den senere tyske invasion i april 1941. Selv om de allierede styrker var håbløst utilstrækkelige mente Churchills krigskabinet, at det var vigtigt at yde støtte til det eneste land udenfor Commonwealth, der gjorde modstand mod Aksemagternes fremrykning. Ikke overraskende blev Wilson snart tvunget til at foretage en taktisk tilbagetrækning til Kreta.

### Syrien, Irak og Palæstina (1941 – 1943)
Ved tilbagekomsten fra Grækenland i maj 1941 blev Wilson udpeget til Øverstkommanderende for de britiske styrker i Palæstina og Transjordan. Han havde kontrollen over Felttoget i Syrien og Libanon, hvor fortrinsvis australske, britiske, indiske og Frie franske styrker overvandt Vichy-franske styrker i hårde kampe. Han blev tildelt GBE i marts og forfremmet til fuld general i maj. I oktober 1941 overtog han kommandoen over den britiske 9. armé i Syrien og Palæstina og fik den honorære tiden Aide-de-Camp General for kongen.
Som en solid, pålidelig og populær garvet officer var Wilson Winston Churchills valg som efterfølger til general Sir Claude Auchinleck som chef for 8. armé i august 1942; men efter pres fra chefen for imperiegeneralstaben general Alan Brooke blev posten i stedet givet til Bernard Law Montgomery (efter Strafer Gotts død). I stedet blev Wilson udpeget til at lede den nye uafhængige kommando for Persien og Irak, som omfattede den 10. armé under Edward Quinan. Denne kommando, som havde været en del af den mellemøstlige kommando da det lod til, at Tyskland, efter succesen i det sydlige Rusland, måske ville invadere Persien (Iran). 

### Øverstkommanderende i Mellemøsten (1943)
I februar 1943, efter Montgomerys succes i Andet slag om el-Alamein og uddrivelsen af aksestyrkerne fra Libyen blev Wilson udpeget til øverstkommanderende i Mellemøsten. Mellemøsten var på dette tidspunkt forholdsvis fjernt fra de vigtigste kampområder, men efter ordre fra London om at foretage en afledningsoperation under kampene i Italien organiserede han i september 1943 det Dodekanesiske felttog, som var et forsøg på at besætte de små græske øer Kos, Leros og Samos. Forsøget slog fejl, og britkerne led store tab under tyske luftangreb og efterfølgende landsætninger. Felttoget blev kraftigt kritiseret i Storbritannien.

### Øverstkommanderende for de allierede styrker i Middelhavet (1944)
Wilson efterfulgte Dwight D. Eisenhower som øverstkommanderende for de allierede styrker i Middelhavet den 8. januar 1944. På denne post udøvede han den strategiske kontrol over felttoget i Italien. Han gik stærkt ind for en invasion af Tyskland fra Donausletten, men det blev ikke til noget, da hærene i Italien blev svækket for at støtte andre krigsskuepladser.
En førstehåndsberetning om denne periode kan læses i "To War With Whitacker", krigsdagbøgerne fra grevinden af Ranfurly, som fungerede som Wilsons personlige sekretær i 2½ år. ISBN 0-7493-1954-2

### Washington (1945 – 1947)
Efter feltmarskal Sir John Dills død i december 1944 blev Wilson afløst som øverstkommanderende, forfremmet til feltmarskal og sendt til Washington for at blive chef for den britiske militærmission. Han overtog posten i januar 1945. Han blev efterfulgt i Middelhavet af feltmarskal Sir Harold Alexander. Wilson fortsatte med at fungere i Washington indtil i 1947, til både briternes og amerikanernes tilfredshed. Præsident Harry S. Truman tildelte ham Distinguished Service Medal i november 1945.
En af Wilsons mest hemmelige opgaver var som det britiske militærs repræsentant i "Combined Policy Committee" som arbejdede med udvikling, produktion og aftestning af atombomben. I Wilsons tanker stod det klart at anvendelsen af bomben til at afslutte krigen mod Japan ville spare et stort antal amerikanske og japanske liv ved at undgå en forhaling af krigen på det japanske hovedland.
Da Wilson forlod Washington den 22. april 1947 som hans gamle ven "Ike" og sagde farvel på stationen. I september 1948 skrev Eisenhower forordet til Wilsons bog om sine krigserindringer.

## Efter krigen
I januar 1946 blev han udpeget til ADC for kongen og blev derpå adlet som Baron Wilson af Libyen og Stowlangtoft i Suffolk. Fra 1955 til 1960 var han Constable of the Tower of London. Wilson havde giftet sig med Hester Wykeham i 1914 og havde en søn og en datter. Sønnen, oberstløjtnant Patrick Maitland Wilson, ledsagede sin far i Mellemøsten under 2. Verdenskrig som efterretningsofficer. Sønnens erindringer: Where the Nazis Came, giver anekdoter og beskrivelser af vigtige hændelser under hans fars indsats under 2. Verdenskrig.
Wilson blev aldrig en velhavende mand. Da han døde som baron og feltmarskal, blev hans formue opgjort til 2.952 GBP. Hans eneste søn Patrick efterfulgte ham som baron.